# Музей Сальвадора Дали (Париж)
Музей Сальвадо́ра Дали́ (фр. Espace Dalí) — постоянная выставка во Франции, посвященная Сальвадору Дали и состоящая в основном из скульптур и гравюр. Расположен на холме Монмартр в 18-м округе Парижа, хранится около 300 оригинальных произведений искусства. В коллекции представлены в основном трехмерные скульптуры самых известных сюрреалистических картин Дали.

## Экспозиция
Музей содержит более 300 произведений Сальвадора Дали, большей частью — скульптуры и гравюры мастера. Для звукового оформления музей использует записи голоса Сальвадора Дали. Выставленная коллекция является частью коллекции «Вселенная Дали», куратором которой является Бениамино Леви, итальянский галерист и коллекционер. Здесь представлены такие скульптуры, как «Космический слон» и «Алиса в стране чудес».

## Практическая информация
- Адрес: 11 rue Poulbot 75018 Paris
- Ближайшие станции метро — Anvers и Abbesses, а также верхняя станция фуникулёра.
- Часы работы: с 10:00 до 18:30 каждый день[4].
- Входной билет: полный тариф — 14 евро, дети до 8 лет — бесплатно, молодежь до 26 лет — 10 евро, пожилые люди старше 60 лет — 12 евро.